# Кофон

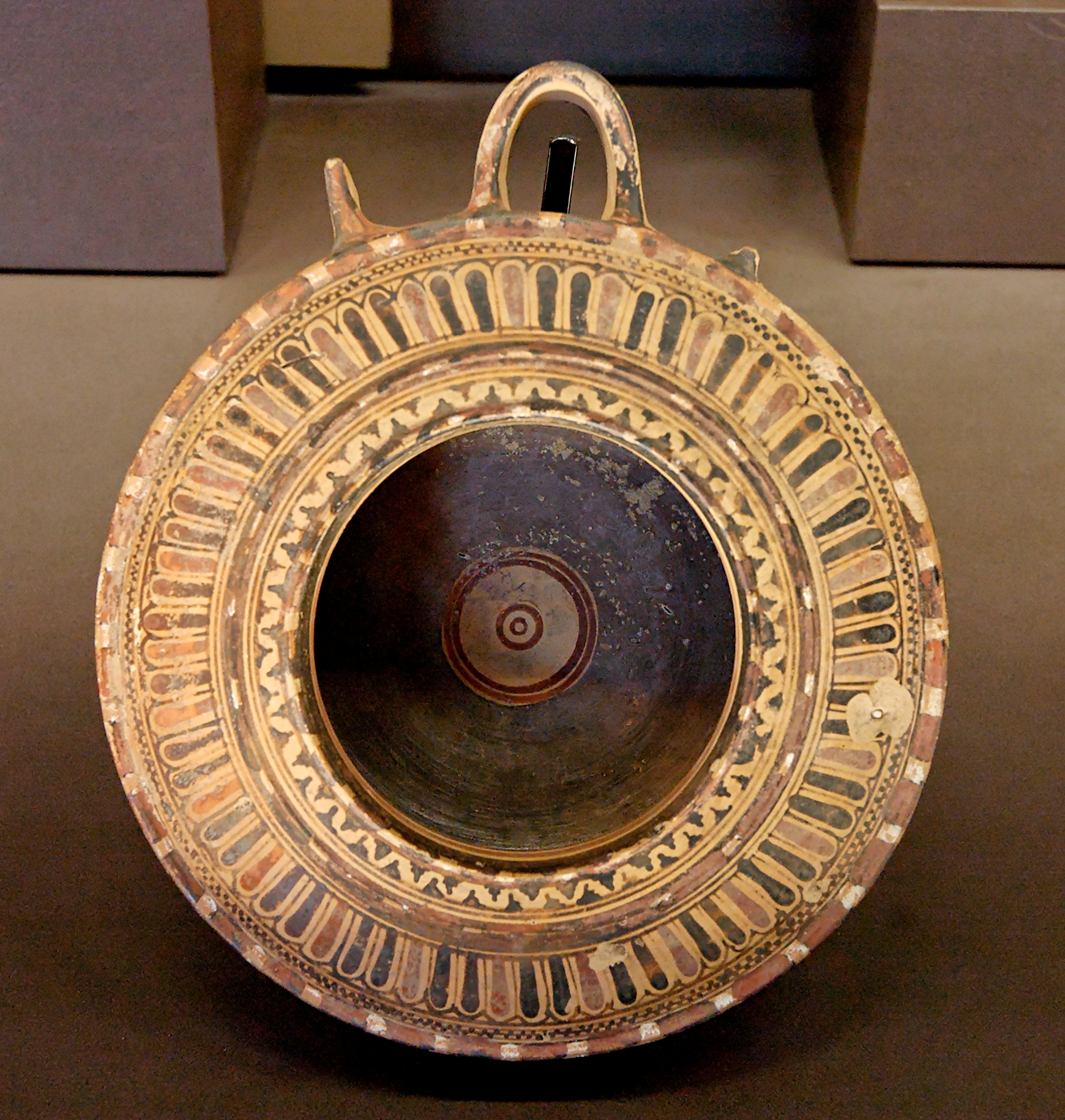
Коринфский кофон. Лувр. 550—500 вв. до н. э.

Кофон, котон др.-греч. κώθων, лат. Kothon), также эксалейптрон — традиционное наименование древнегреческого сосуда с невысоким, вогнутым внутрь краем, плоским дном и одной, двумя или четырьмя ручками; основание иногда делалось в форме треноги. Сосуд мог иметь высокую простую по форме ножку или низкий поддон. Кофон являлся своеобразной «непроливайкой». Такая форма связана с тем, что сосуд использовался для наливания масла во время отправления культа. Масло могло только испариться.
Кофон использовался в качестве светильника или служил для хранения красок. Известен в коринфской керамике и керамике круга Коринфа в VII—VI вв. до н. э..
Кофон был удобен для путешествий, особенно часто его использовали военные во время походов. Это была бутылка с узким горлышком, с ручками и довольно выпуклыми боками. Она изготовлялась из особой глины, которая очищала воду от грязи.